# صلولي (المهرة)
صلولي هي إحدى قرى عزلة دمقوت بمديرية حوف التابعة لمحافظة المهرة، بلغ تعداد سكانها 18 نسمة حسب تعداد اليمن لعام 2004.